# Didymorchis paranephropis
Didymorchis paranephropis är en plattmaskart som beskrevs av William Aitcheson Haswell 1900. Didymorchis paranephropis ingår i släktet Didymorchis och familjen Didymorchidae. Inga underarter finns listade i Catalogue of Life.